# خوراک جانوران خانگی بر پایه حشرات
مواد خوراکی جانوران خانگی بر پایه حشرات (به انگلیسی: Insect based pet food) گونه از خوراک برای جانوران خانگی هستند که حاوی حشرات قابل هضم برای جانوران خانگی مانند سگ‌ها و گربه‌ها باشد. تعداد کم اما رو به رشد از محصولاتی این‌چنین در بازار موجود است، از جمله خوراک گربه، خوراک سگ، و تنقلات جانور خانگی.
فرایند مصرف خوراکی حشرات توسط انسان و همچنین جانوران، تغذیه از حشرات نامیده می‌شود.

## منایع
- مشارکت‌کنندگان ویکی‌پدیا. «Insect based pet food». در دانشنامهٔ ویکی‌پدیای انگلیسی، بازبینی‌شده در ۱۶ ژانویه ۲۰۱۹.